# Comté de Prentiss
Le Comté de Prentiss est situé dans l’État du Mississippi, aux États-Unis. Il comptait 25 556 habitants en 2000. Son siège est Booneville.